# Amorceur radicalaire
En chimie, un amorceur radicalaire est une espèce capable de former des radicaux. Ces substances possèdent généralement des liaisons chimiques faibles, c'est-à-dire des liaisons qui ont une faible énergie de dissociation homolytique. De ce fait, ce sont souvent des molécules symétriques. Les amorceurs radicalaires sont utilisés dans l'industrie pour fabriquer certains polymères.

## Exemples
On peut citer :
- les halogènes sous forme diatomique ;
- les composés comportant un ou plusieurs groupes azo ;
- les peroxydes organiques.

## Précautions
La plupart des amorceurs radicalaires organiques sont des espèces extrêmement instables, en particulier les peroxydes et les composés azo. Il est donc conseillé de les stocker à basse température pour éviter une explosion, si possible dans un local dédié, étiqueté et fermé à clé.